# Rubus segnis
Rubus segnis är en rosväxtart som beskrevs av Liberty Hyde Bailey. Rubus segnis ingår i släktet rubusar, och familjen rosväxter. Inga underarter finns listade i Catalogue of Life.